# Crimen a las 3
Crimen a las 3 es una película argentina en blanco y negro dirigida por Luis Saslavsky sobre su propio guion que se estrenó el 22 de agosto de 1935 y que tuvo como protagonistas a Blanca de Castejón y Héctor Cataruzza.

## Sinopsis
Un cantor famoso enamorado de una mujer asume la culpabilidad de un crimen para salvarla.

## Reparto
- Blanca de Castejón
- Eduardo Berri
- Malena Bravo
- Héctor Cataruzza
- Augusto Codecá
- Ana May
- María Nils
- Emilio Fels
- Alejandro Corvalán
- Adela Tur
- Alfonso Sayons
- Élida de Caro
- Olivero Rivé
- Los Dixie Pals
- Mora Moart
- Carlos Bash
- Eugenio Nóbile

## Comentario
Domingo Di Núbila dice que la película fue un fracaso comercial y artístico pero inició una tendencia que luego daría importantes obras de arte en el cine argentino. El mismo director estudió después las fallas del filme y, en especial, el gusto del público al que iba dirigido. Analizó desde ese punto de vista mucho cine estadounidense y advirtió que en sus películas faltaban las calidades plásticas que él deseaba para sus filmes. También estudió el cine de Manuel Romero y le impresionó la autenticidad con la cual reflejaba al país en la pantalla, y se dio cuenta del error que había cometido al hacer su filme con actores aficionados; con todo ello se puso en condiciones de materializar dos años después en ‘’La fuga’’ gran parte de las aspiraciones estéticas que no había podido concretar en su anterior película.